# (14361) Boscovich
(14361) Boscovich  es un asteroide perteneciente al cinturón de asteroides, descubierto el 17 de febrero de 1988 por el equipo del Observatorio Astronómico de San Vittore desde el propio observatorio, situado en Italia.

## Designación y nombre
Boscovich se designó inicialmente como 1988 DE.
Más adelante fue nombrado en honor al astrónomo italocroata Ruđer Bošković (1711-1787).

## Características orbitales
Boscovich orbita a una distancia media del Sol de 2,5822 ua, pudiendo acercarse hasta 2,3336 ua y alejarse hasta 2,8308 ua. Tiene una excentricidad de 0,0962 y una inclinación orbital de 13,2432° grados. Emplea en completar una órbita alrededor del Sol 1515 días.

## Características físicas
Su magnitud absoluta es 13,1. Tiene 7,613 km de diámetro. Su albedo se estima en 0,211.